# 卡拉芒
卡拉芒（法語：Caraman，法語發音：[kaʁamɑ̃]）是法国上加龙省的一个市镇，属于图卢兹区。

## 地理
卡拉芒（43°31'48"N, 1°45'27"E）面积30.19 平方千米，位于法国奧克西塔尼大區上加龙省，该省份为法国西南部内陆省份，西南端与西班牙接壤，自此顺时针与上比利牛斯省、热尔省、塔恩-加龙省、塔恩省、奥德省和阿列日省接壤。
与卡拉芒接壤的市镇（或旧市镇、城区）包括：塞格勒维尔、阿尔比亚克、旺迪内勒河畔欧里亚克、欧兰、博维尔、康比亚克、卡拉古德、朗塔、马斯卡尔维尔、莫尔维尔、普吕内、拉萨尔沃塔洛拉盖、索桑。

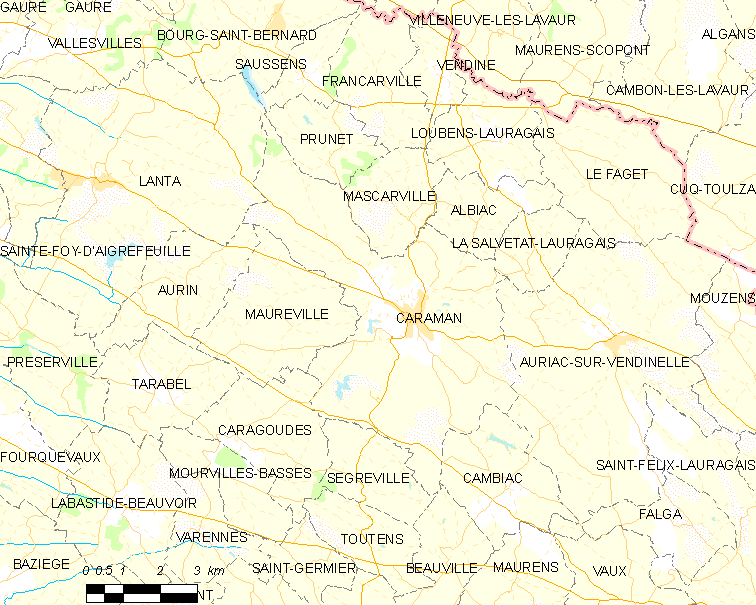
卡拉芒的OSM定位图

卡拉芒的时区为UTC+01:00、UTC+02:00（夏令时）。

## 行政
卡拉芒的邮政编码为31460，INSEE市镇编码为31106。

## 政治
卡拉芒所属的省级选区为勒韦勒县。

## 人口

1962-2008年间卡拉芒人口变化图示

卡拉芒于2022年1月1日时的人口数量为2487人。

## 图集

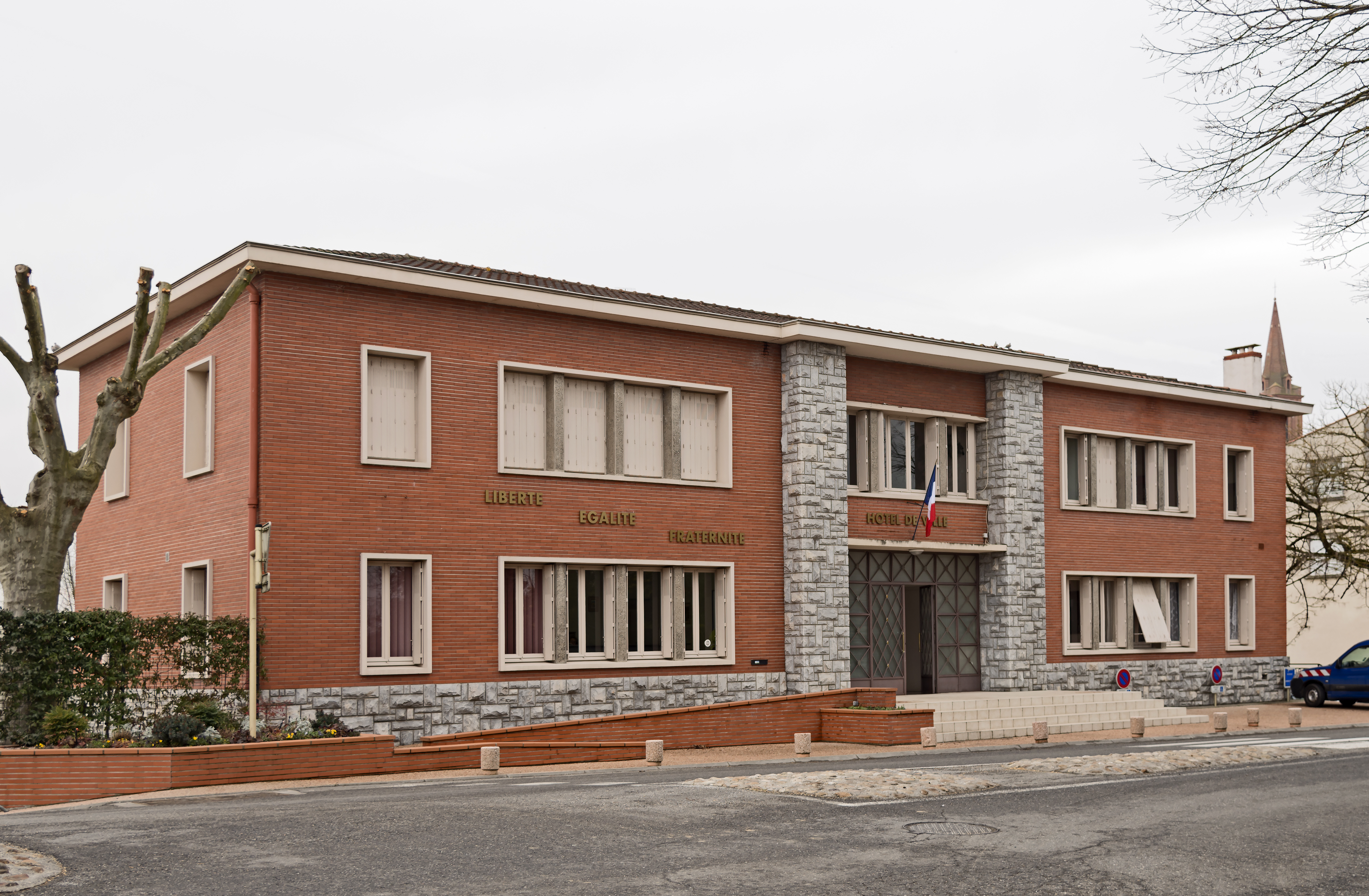
市政厅
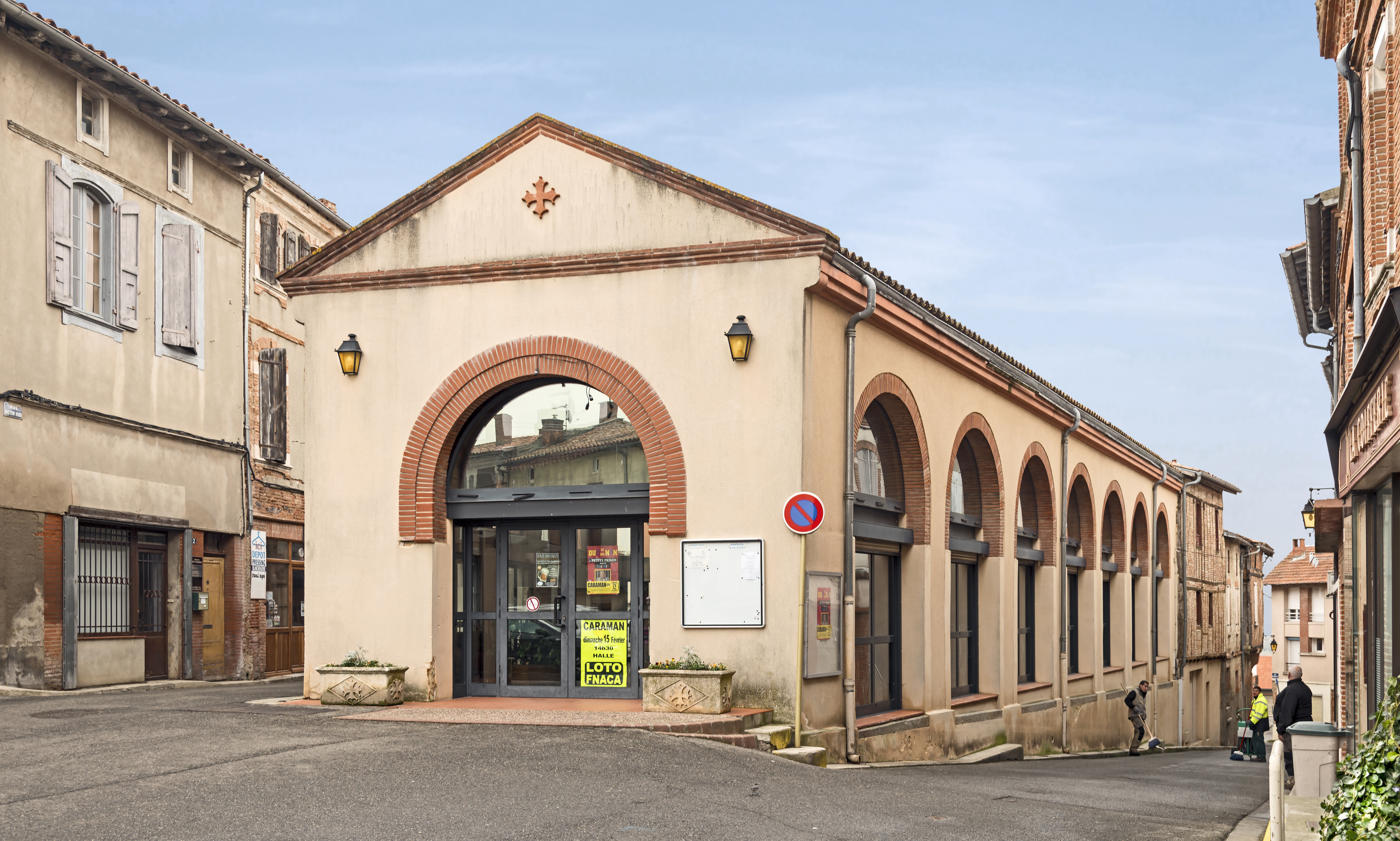
室内市场
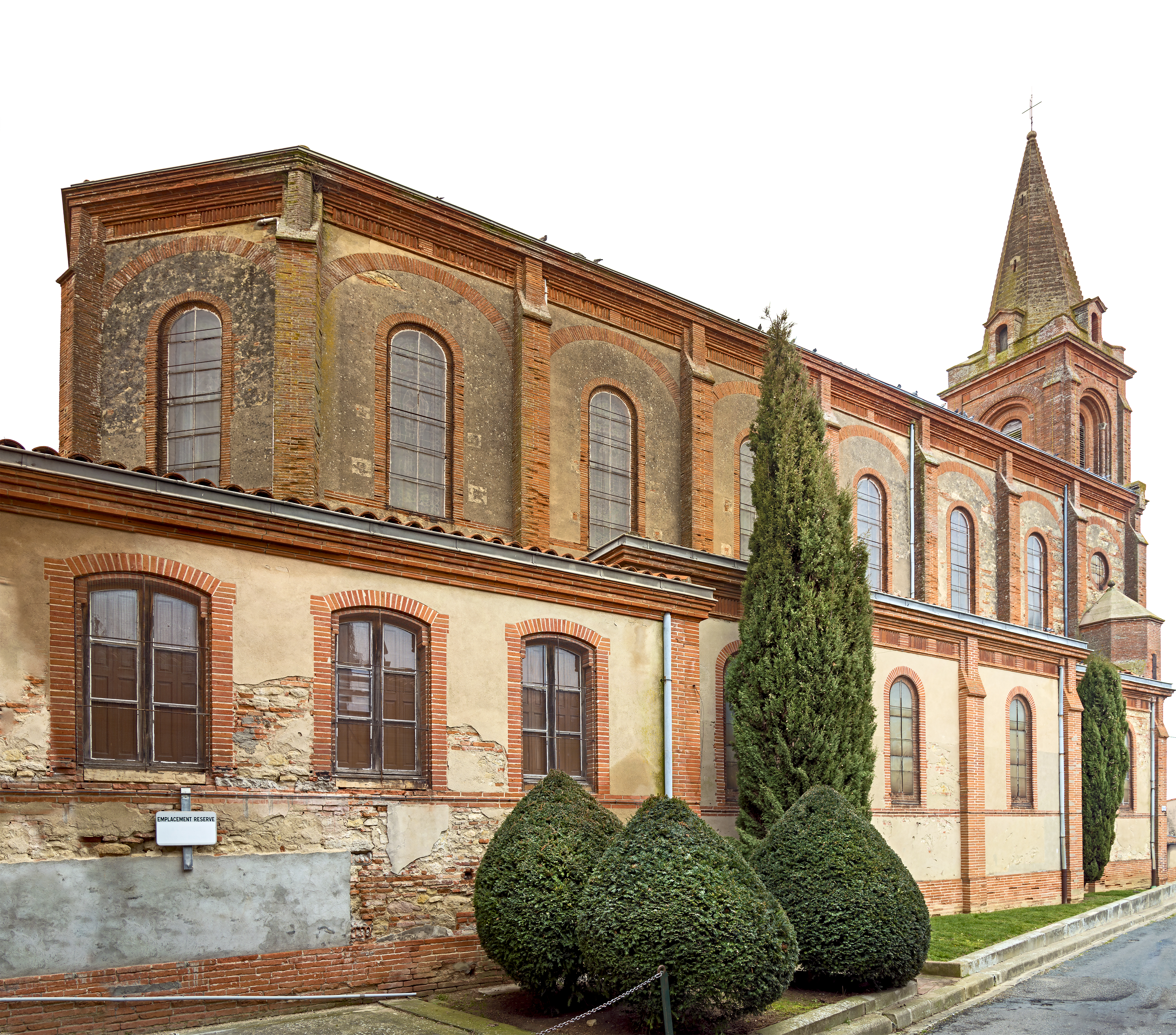
圣伯多禄教堂
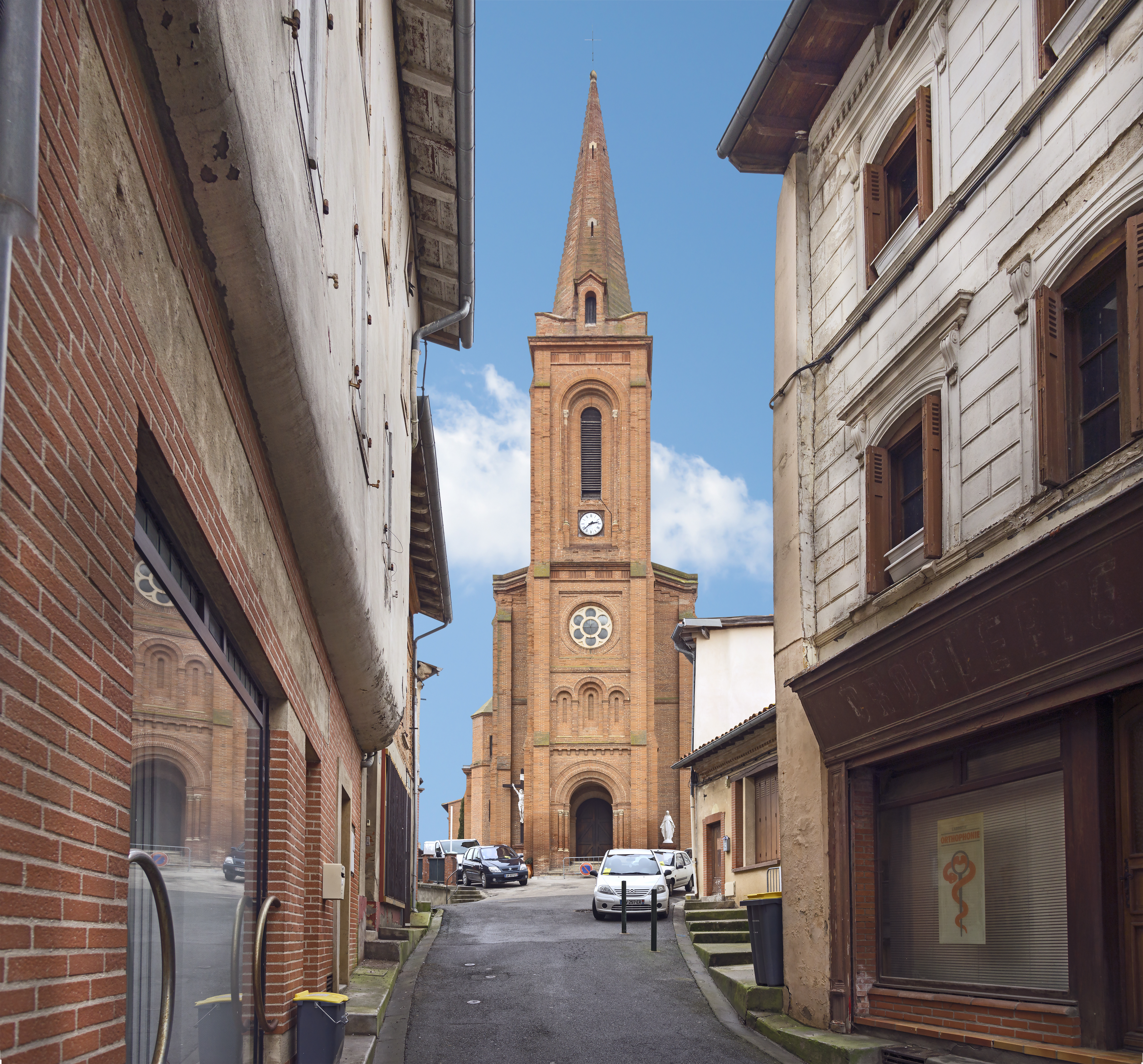
教堂钟楼
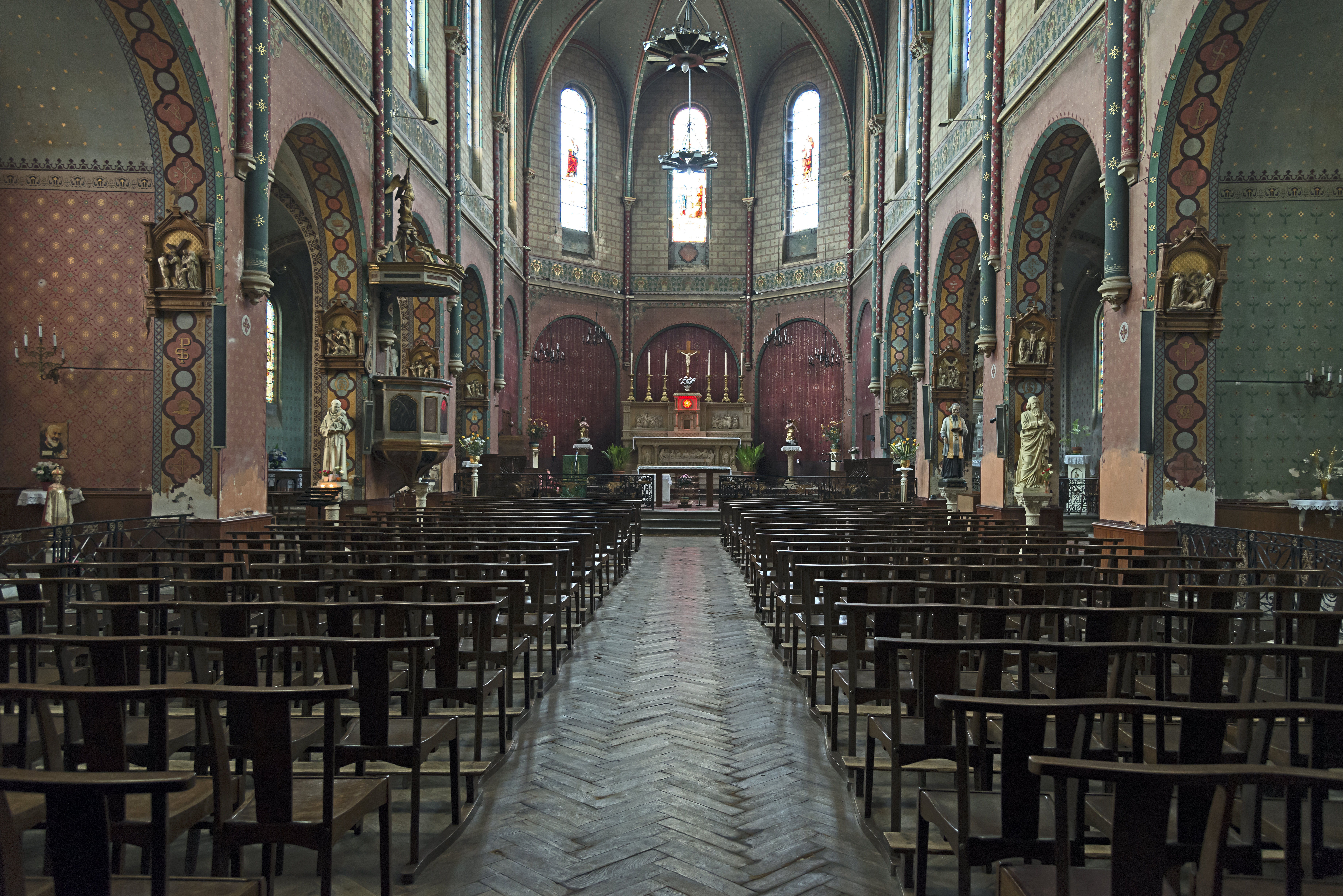
教堂中殿
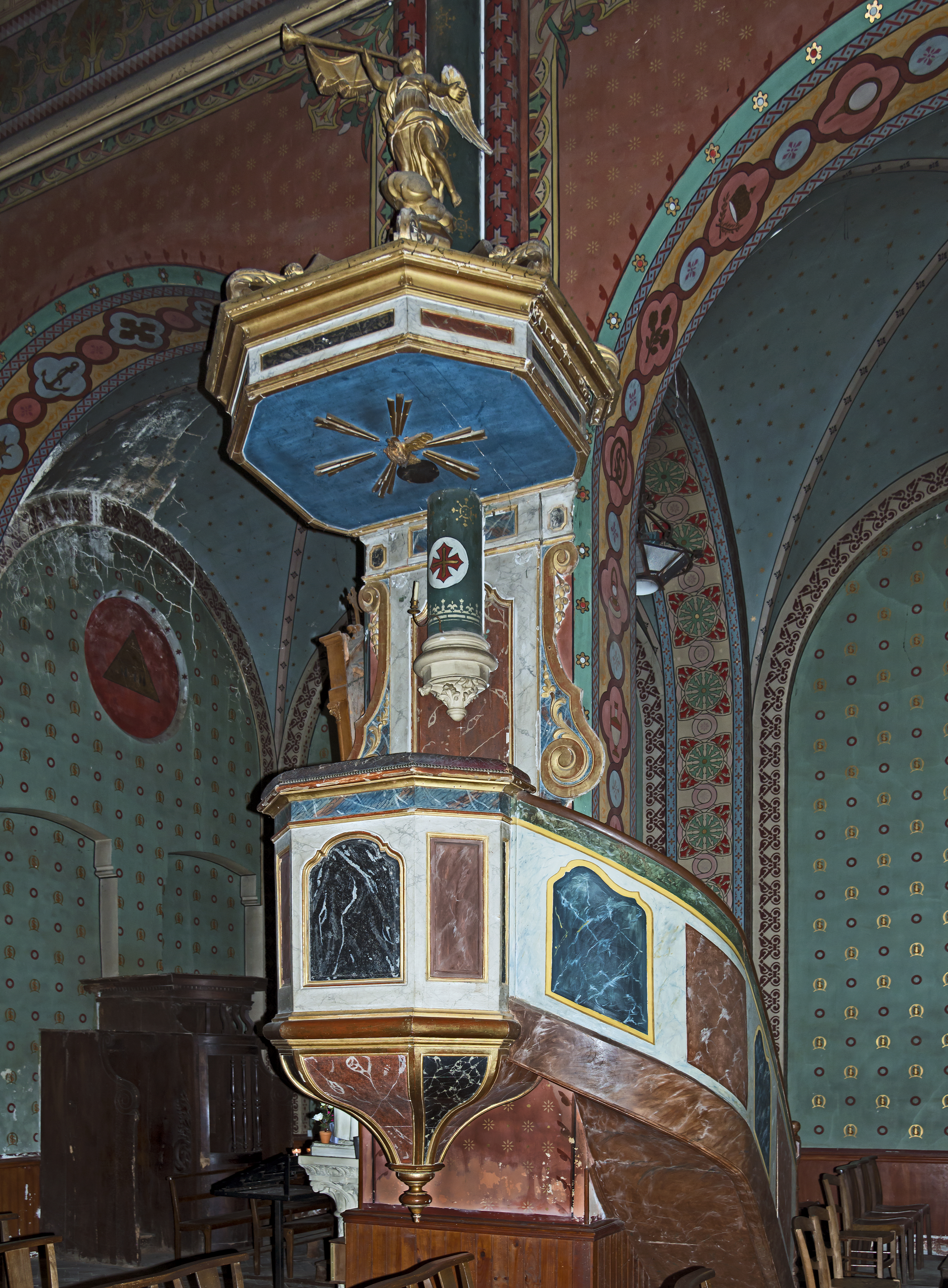
教堂讲坛